# قشلاق قبله‌گاه گل اصلان
قشلاق قبله‌گاه گل اصلان یک منطقهٔ مسکونی در ایران است که در دهستان قشلاق غربی واقع شده‌است. قشلاق قبله‌گاه گل اصلان ۲۲ نفر جمعیت دارد.